# Lois Burwell
Lois Burwell (1960) é um maquiador britânico. Venceu o Oscar de melhor maquiagem e penteados na edição de 1996 por Braveheart, ao lado de Paul Pattison e Peter Frampton.